# Lapierre

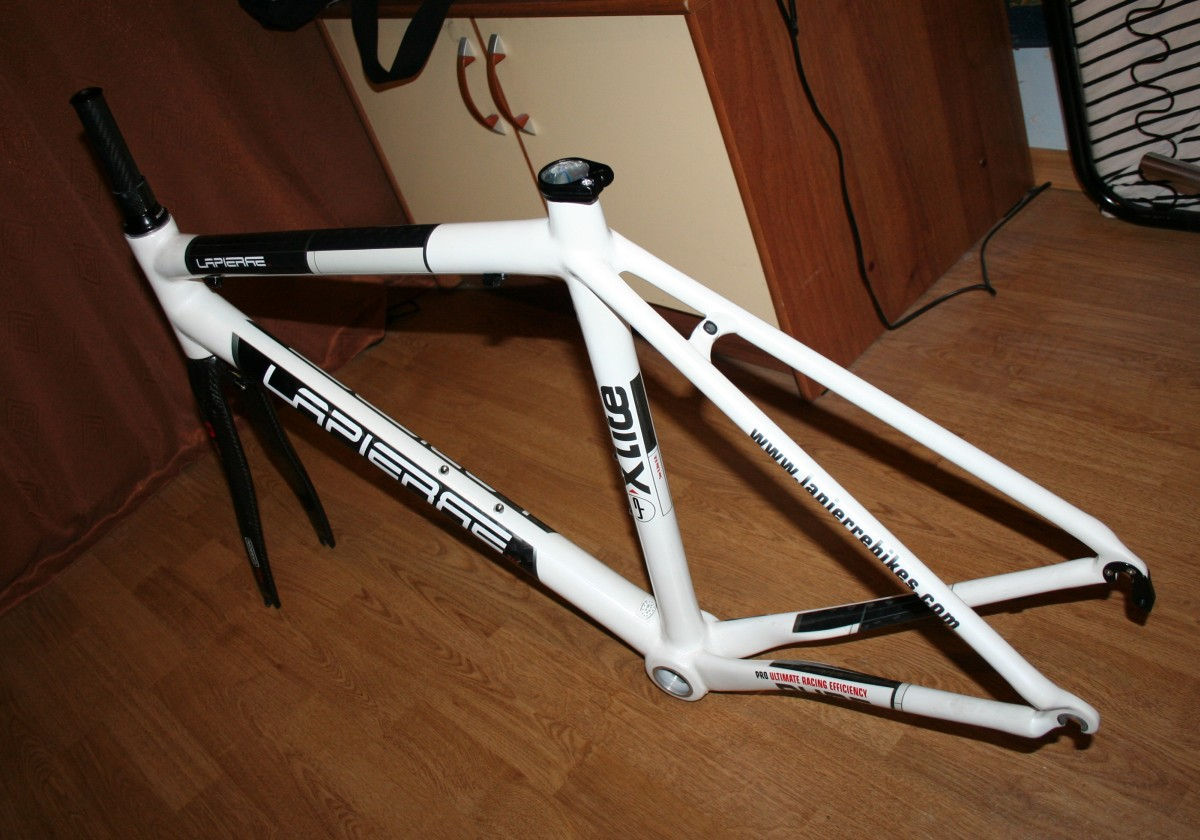
Kompozytowa rama firmy Lapierre

Lapierre – firma francuska zajmująca się produkcją rowerów szosowych i górskich.
Została założona w 1946 przez Gastona Lapierre’a w Dijon we Francji, w departamencie Côte-d’Or. Choć początkowo nic nie zapowiadało sukcesu nowo powstałej marki, jednak szybko zyskała ona uznanie i znaczenie w branży rowerowej. Po śmierci założyciela w 1960 Lapierre była prowadzona przez jego syna, Jacky Lapierre’a. W związku z wzrastającym popytem na rowery i zwiększeniem zainteresowania francuską firmą w 1973 wybudowano nową fabrykę rowerów Lapierre. 
Rowery Lapierre są wykorzystywane zarówno przez profesjonalnych kolarzy (np. ekipa La Française des Jeux), jak i przez zwykłych użytkowników. Produkowane są także tandemy Lapierre.